# 1590 en philosophie
Chronologie de la philosophie
- 1586
- 1587
- 1588
- 1589
- 1590
- 1591
- 1592
- 1593
- 1594

L’année 1590 a été marquée, en philosophie, par les événements suivants :

## Publications
- Francisco Suárez : De Incarnatione (1590-1592).
- Philosophia Sensibus Demonstrata, manifeste de Tommaso Campanella (1568-1639, moine et philosophe italien), est publié à Naples ; cette œuvre défend les théories naturalistes de Bernardino Telesio, ce qui le fait être accusé d'hérésie et le condamne à la prison[1].

## Naissances
- Torquato Accetto (Trani ?, vers 1590/1598 – Naples ?, 1640) est un obscur philosophe et écrivain italien dont le traité De la dissimulation honnête (Della dissimulazione onesta) (1641) a été redécouvert au XXe siècle par Benedetto Croce.

- 27 août à Bisignano : Ferrante Baffa Trasci (mort le 30 octobre 1656 à Rome) est un théologien et un philosophe italien.